# Metriopelma drymusetes
Metriopelma drymusetes é uma espécie de aranha pertencente à família Theraphosidae (tarântulas).